# TT60
La tombe thébaine TT 60 est située à Cheikh Abd el-Gournah, dans la nécropole thébaine, sur la rive ouest du Nil, face à Louxor en Égypte.
C'est la sépulture du vizir Antefoqer et d'une femme nommée Senet, sa mère ou épouse. Antefoqer était maire de Thèbes et vizir de Sésostris Ier.

## Description
On pénètre dans la tombe par un long corridor lequel débouche dans une chambre avec une niche ; de cette chambre, on accède à la chambre funéraire. Au plus profond d'une chapelle, Senet est dépeinte devant une table d'offrandes. D'autres scènes montrent Antefoqer à la chasse, sur une autre il est en compagnie du roi Sésostris Ier.